# Amadou Jawo
Amadou Jawo (Stockholm, 29 september 1984) is een Zweedse profvoetballer van Gambiaanse afkomst, die als spits speelt bij Djurgardens IF.

## Carrière
Jawo begon in zijn jeugd te spelen voor IK Freij en toen hij zestien was, maakte hij zijn debuut in de hoofdmacht van Vallentuna BK dat toen uitkwam in de Zweedse Division 1.
Na een test bij Djurgardens IF in 2007, belandde hij bij Gefle IF, hij wist daar wel de mensen te overtuigen van zijn kunnen en kreeg een contract voor 2 jaar. Na twee succesvolle seizoenen verhuisde Jawo naar IF Elfsborg in 2009. In de volgende seizoenen (2010, 2011) worstelde hij met zijn vorm en wist zich niet binnen de eerste elf te spelen. In 2013 werd Jawo gehuurd door Djurgardens IF en kwam de spits in hem boven drijven. Na deze succesvolle uitleenbeurt kreeg hij een vijfjarig contract van Djurgardens IF voorgeschoteld. In 2014 werd hij een volwaardig speler van de club.